# Fritz Grütter
Fritz Grütter (* 2. September 1901 in Roggwil; † 29. Mai 1984 in Bern; heimatberechtigt in Roggwil) war ein Schweizer Politiker (SP).

## Leben
Grütter besuchte die Primarschule in Roggwil und absolvierte das Lehrerseminar Hofwil. Er arbeitete zunächst als Lehrer in Rohrbach und von 1930 bis 1955 als Lehrer in Bern.
1922 trat Grütter der SP bei, für die er 1926 im Gemeinderat von Rohrbach sass. Von 1934 bis 1951 gehörte er dem Grossen Rat des Kantons Bern an, von 1940 bis 1947 dem Berner Stadtrat. Von 1955 bis 1967 war Grütter Gemeinderat der Stadt Bern und stand zunächst der Finanzdirektion, nach dem Rücktritt von Fritz Schmidlin 1962 der Direktion der Industriellen Betriebe vor. Parallel dazu war Grütter von 1947 bis 1971 Nationalrat.
Grütter präsidierte von 1947 bis 1962 die SP des Kantons Bern. Von 1952 bis 1957 war er Präsident der Sozialdemokratischen Fraktion in der Bundesversammlung. Von 1962 bis 1970 präsidierte er schliesslich die SP Schweiz.